# ヴィーナスの誕生
『ヴィーナスの誕生』（ヴィーナスのたんじょう、伊: La Nascita di Venere) は、ルネッサンス期のイタリアの画家サンドロ・ボッティチェッリの作品で、キャンバス地に描かれたテンペラ画である。縦172.5 cm、幅278.5cmの大作で、現在、フィレンツェのウフィッツィ美術館が所蔵し、展示している。
この絵は、ギリシア神話で語られている通り、女神ヴィーナス（アプロディーテー）が、成熟した大人の女性として、海より誕生し出現した様を描いている。
同名の絵画を描いた画家としては、他にウィリアム・アドルフ・ブグロー、アレクサンドル・カバネル、オディロン・ルドンなどがいる。

## 制作の背景
この大作は、1483年頃かそれ以前に、『春の寓意』同様、ロレンツォ・ディ・ピエルフランチェスコ（en:Lorenzo di Pierfrancesco de' Medici）の別荘カステッロ邸（Villa di Castello）を飾るために描かれたと考えられている。幾人かの研究家は、ディ・ピエルフランチェスコの依頼で描かれ、ジョルジョ・ヴァザーリが言及している絵画は、ウフィッツィ美術館にある絵ではなく、失われてしまった別の絵画であったろうと推測している。
また幾人かの専門家は、この絵は、ジュリアーノ・デ・メディチ（1478年にパッツィ家の陰謀で暗殺された）の愛人シモネッタ・ヴェスプッチに対する愛を祝福する目的で描かれたと信じている。美女ヴェスプッチは、地元の伝統ではヴィーナスの誕生地だとされる海辺の町ポルトヴェーネレに住んでいた。
何がボッティチェッリにインスピレーションを与えたかはともかく、この絵は、詩人ポリツィアーノの『詩篇』において、また同じく詩人のオウィディウスによる『変身物語』や『祝祭暦』（Fasti）に見られる描写と明らかな類似性を持っている。
古典的な女神ヴィーナスは、水より出現して貝殻のうえに立ち、霊的情熱の象徴であるゼピュロス（西風）に乗って、岸へと吹き寄せられている。季節の女神であるホーラーたちの一人が、花で覆われた外套を女神へと差し出している。ヴィーナスのポーズは、当時発見された『恥じらいのヴィーナス』タイプの古代彫刻から得たものである。
この絵画効果は、ローマ・カトリック教会の宗教的主題に従って、大部分の絵画が描かれていた当時の時代と場所を考え合わすと、紛れもなく異教的である。ボッティチェッリの多数の「異教的」作品が焼き尽くされた、サヴォナローラの異教撲滅の「虚栄の焼却」の炎を、このカンバス画が逃れえたということは驚きである。ボッティチェッリはロレンツォ・デ・メディチと大変親しい間柄にあり、友情とメディチの権力のおかげで、『ヴィーナスの誕生』はサヴォナローラの焚火や教会勢力の非難から守られたのである。
ヴィーナスの体や細かい補助効果は、レオナルド・ダ・ヴィンチやラッファエッロの作品に見られる厳格な古典的リアリズムとは一線を画している。それが最も顕著なのは、ヴィーナスの首は現実にはあり得ないほど長く、左肩の傾きは解剖学的にあり得ない角度をしている点である。そういった描写はただ絵画において美を強調するためだけであり、後の様式であるマニエリスムに通じるものがある。

## 古典からの着想

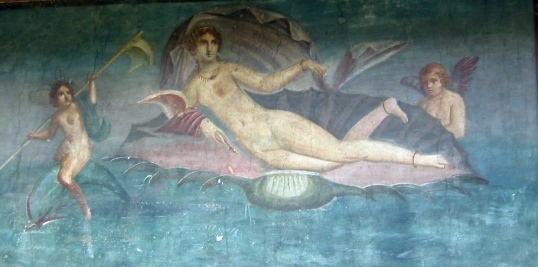
ポンペイの壁画

ボッティチェッリは遥か昔に失われた古代ギリシアの名画について、2世紀の歴史家ルキアノスが著した記述に着想を得た作品群を描いており、『ヴィーナスの誕生』はそのうちの一つである。アペレスによって描かれた古代の絵画作品は『ヴィーナス・アナディオメネ』（Venus Anadyomene）と呼ばれている。アナディオメネとは「海からの誕生」を意味する。これがボッティチェッリの絵画の題名として使われており、『ヴィーナスの誕生』という題名は19世紀に入って初めて広く知られるところとなった。
『ヴィーナスの誕生』はプラクシテレスのアフロディーテ像と類似点が多い。
当時まだポンペイは未発見でボッティチェッリはポンペイの壁画をついぞ見なかったが、ルキアノスの記述にあるアペレスの絵画は当時すでに有名であり、それをローマ風に再現したものは見たことがあったかもしれない。
ギリシア・ローマ古典時代には、貝は女陰の暗喩（メタファー）であった。
ボッティチェッリのヴィーナスが取るポーズは、メディチ家が収集していたギリシア・ローマ古典時代の大理石の彫像を連想させる。ボッティチェッリはそれら、メディチ家のコレクションを鑑賞する機会があった。

## 文芸作品
トマス・ピンチョンの小説『V.』（1963年）の第7章で、シニョール・マンティッサが改装中のウッフィーツィ美術館からこの絵を盗もうとする。この小説の登場人物たちは全員、それぞれの「V.」を追い求めている。マンティッサが愛したこの絵の中の「彼女」もまた「V enus」（ヴィーナス）である。

## 大衆文化への影響
広告宣伝や映画など、ポップカルチャーにおいて大量の『ヴィーナスの誕生』の複製や改変が作成されている。以下にはそのうち有名なものを挙げる。

### 映画作品
- 1988年の映画『バロン』で、ユマ・サーマンをビーナスとし、より詳細に描かれた。
- ケン・ラッセル監督の映画『肉体の悪魔』（1971年）の中で、フランス国王ルイ13世は、この絵を模して、悪趣味なヴィーナスの仮装をして踊る。
- 映画ダ・ヴィンチ・コードに登場した偽者の本『聖なる女』（Sacred Feminine）の表紙は『ヴィーナスの誕生』のクローズアップである。

### メディア
- ベクターイメージ画像編集ソフトウェア（いわゆるドローソフト）のデファクトスタンダードとして有名なAdobe Illustrator は、バージョン10まではスプラッシュスクリーン画面にはこのヴィーナスをベジェ曲線の集合体として模した画像が表示されていた（ソフトウェアの箱パッケージの画像にも、同じ像があしらわれていた）。
- 2006年トリノ冬季オリンピックの開会式イベントでは、 チェコ出身の著名なモデルであるエヴァ・ハーツィゴヴァが、貝殻の中からこのヴィーナスに扮して登場した。

## その他
- キプロス共和国南部に本作品のモデルとされている場所が実在する。本作品に見られる海岸線の描写については、実際の海岸線との類似性が見受けられる。
- イタリアの10セントユーロ硬貨の裏側には、ヴィーナスの顔が彫られている[4]。